# Baptisterio neoniano
El baptisterio neoniano (en italiano, Battistero Neoniano) en Rávena (Italia) es la más antigua de las ocho estructuras de Rávena inscritas en la lista del Patrimonio de la Humanidad en 1996. Según la evaluación ICOMOS de este patrimonio, este es «el mejor y más completo ejemplo superviviente de un baptisterio de los primeros tiempos del Cristianismo» que «retiene la fluidez en la representación de la figura humana derivada del arte greco-romano».
En parte se construyó sobre una terma romana. También se le llama Baptisterio ortodoxo (en italiano, degli Ortodossi) para distinguirlo del Baptisterio arriano construido a instancias del rey ostrogodo Teodorico unos cincuenta años más tarde. Los dos edificios, aun destinándose a la misma función, eran cada uno propio de una de las dos comunidades cristianas que coexistían entonces en Rávena. Se le llamaba «ortodoxo» entendido en el sentido de la época, que se refería a los cristianos de la «recta» doctrina en contraposición a la «herejía» arriana.
Con el paso de la sede episcopal de Classe a Rávena a finales del siglo IV, se inició una nueva catedral, la catedral Ursiana (por el nombre del obispo Urso), de la que sobreviven pocos restos englobados dentro de la actual catedral de Rávena.
La estructura es de planta centralizada octogonal, puesto que estamos ante un baptisterio, es de ladrillo fue construida por el obispo Urso a finales del siglo IV o principios del V, como parte de su gran basílica (destruida en 1734). El baptisterio fue concluido por el obispo Neon a finales del siglo V, tiempo en el que se añadieron las decoraciones en mosaico. El suelo original queda ahora 3 metros bajo tierra, de manera que la estructura propiamente dicha y la extensión del edificio ya no pueden verse más. El baptisterio tenía una función de propaganda a fin de incitar a las gentes a hacerse bautizar.
El diseño octogonal del edificio, empleado prácticamente en todos los baptisterios del primer cristianismo, simboliza los siete días de la semana más el Día de la Resurrección y la Vida Eterna. El ocho se relacionaba así con la resurrección, siendo la suma de siete, el tiempo, más uno, Dios. Esta forma octogonal se encuentra en los monumentos bizantinos o de inspiración bizantina (como el Domo de la Roca en Jerusalén).
El edificio fue retocado en el siglo XI. Externamente, tiene un simple revestimiento de ladrillo, combinado con arquerías ciegas, es de planta octogonal, pero al exterior parece cuadrangular por sus cuatro exedras semicirculares en las esquinas, son del siglo X, mientras que las lesenas y arcadas ciegas se remontan a la construcción originaria y fueron tomadas de modelos septentrionales (como la basílica de Constantino de Tréveris o la basílica de San Simpliciano de Milán). Hay un contraste importante entre el exterior y el interior del edificio, como es típico del arte paleocristiano. Este baptisterio desprende un aire particular debido a su arquitectura monumental. Los tres arcos (símbolo de la Trinidad) que descansan sobre columnas como cierre para las ventanas del interior no se distinguen del exterior, son arcos de descarga. Este baptisterio se articula en dos niveles y mediante arquillos ciegos.
El centro de la cúpula está ocupado por un mosaico que representa a Juan el Bautista bautizando a un Jesús con barba en pie con el agua hasta la cintura en el río Jordán, que está mostrado en los velos. A un lado está Zeus (Júpiter para los romanos occidentales, su nombre proviene del indoeuropeo y significa Dios Padre). Más abajo, y en torno a la escena del bautismo de Cristo está representada una procesión de los doce apóstoles en dos direcciones, acabando con San Pedro encontrándose con San Pablo.
Hay aquí una especia de jerarquía:

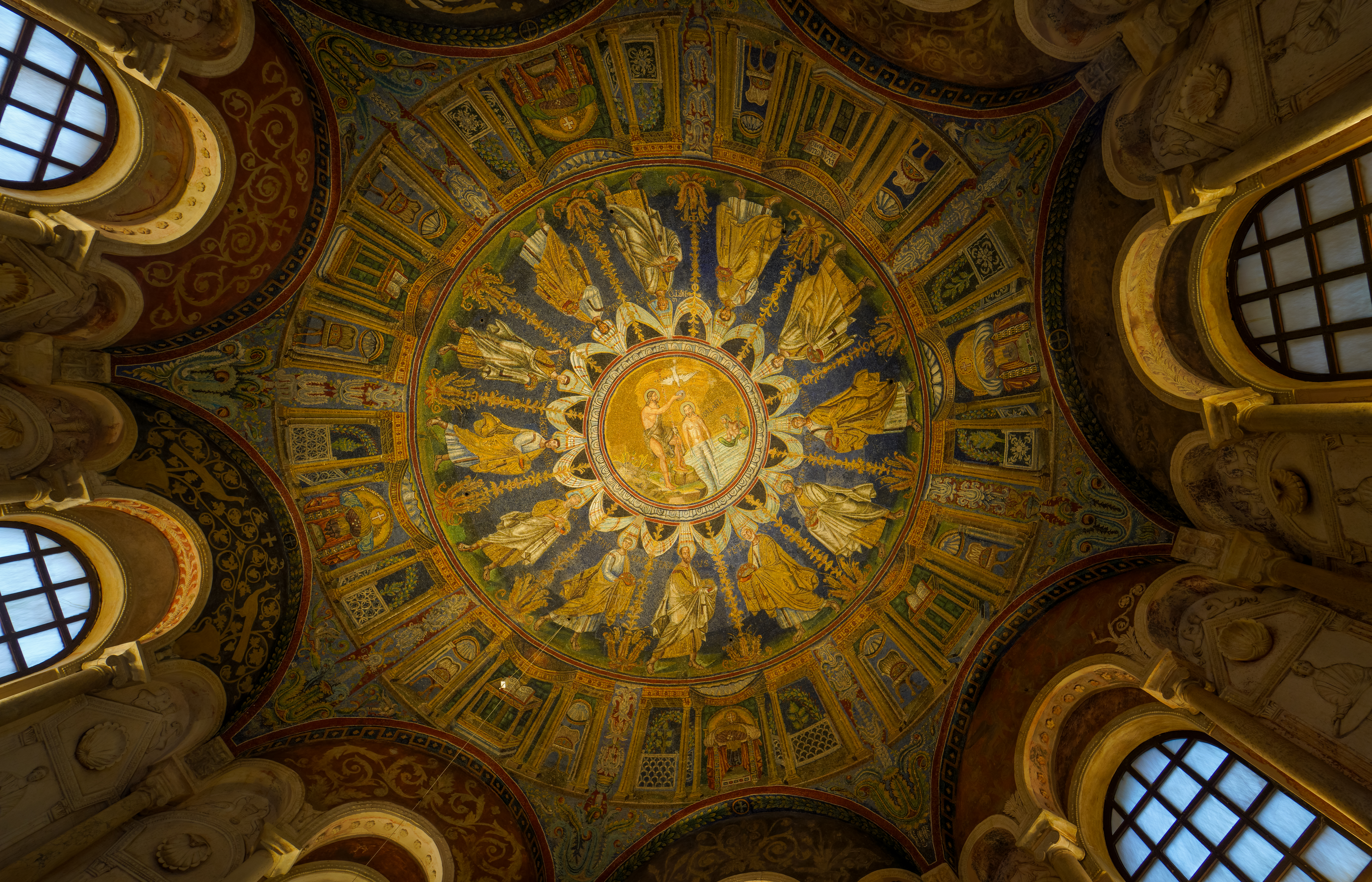
Mosaico en el techo del baptisterio neoniano.

- primer nivel: la pila bautismal donde se bautiza al fiel,
- segundo nivel: bajorrelieves representado a los profetas con los códices en la mano,
- tercer nivel: los doce apóstoles,
- cuarto nivel: Cristo y la paloma del Espíritu Santo.

El baptisterio tiene una pila monumental y octogonal, utilizada para bautizar a los fieles mediante la inmersión total en el agua. Decoración a base de estucos, mármoles y mosaicos.